# کارل گلاسمن
کارل گلوسمن (به انگلیسی: Karl Glusman) (زاده ۱۹۸۸) بازیگر آمریکایی است.
از فیلم‌های معروف او می‌توان به بازی در فیلم شیطان نئونی و عشق اشاره کرد.